# Raimondo Collodoro
Raimondo Collodoro (Caltanissetta, 8 marzo 1918 – Caltanissetta, 19 giugno 2003) è stato un politico italiano, sindaco di Caltanissetta per pochi mesi nel 1972.
Lungo ed intenso passato di sportivo sia come atleta sia come dirigente: da giovane, negli anni trenta fu campione siciliano e primatista nella corsa ad ostacoli e nella staffetta; nel 1939 fu anche selezionato tra i probabili olimpionici dell'atletica leggera per la nazionale italiana (lo scoppio della guerra, poi, fece saltare le Olimpiadi). Successivamente fu delegato provinciale del CONI di Caltanissetta dal 1951 al 1966; Stella d'oro al merito sportivo conferita il 30.04.1987 a Roma al Quirinale.
Di professione insegnante di applicazioni tecniche alle scuole medie, fu consigliere comunale di Caltanissetta ininterrottamente dal 1946 al 1975, nelle file della Democrazia Cristiana, ricoprendo le cariche di vicesindaco e assessore in varie giunte. Il consiglio comunale lo elesse sindaco il 16 marzo 1972, come successore di Piero Oberto, suo compagno di partito. Guidò un consiglio monocolore della DC fino a settembre, quando si dimise improvvisamente a causa di minacce di stampo mafioso ricevute dall'esterno, accusando inoltre la classe politica nazionale e regionale di indifferenza verso la città. A seguito di ciò fu posto sotto la protezione delle forze dell'ordine e lasciò la città insieme alla famiglia. Suo successore fu Giuseppe Giliberto.